# Daniele Jenni
Daniele Jenni (* 7. September 1949 in Bern; † 21. Dezember 2007) war ein Schweizer Rechtsanwalt und Politiker (SP, GPB-DA).

## Leben
Daniele Jenni wurde geboren als Sohn von Adolfo Jenni (1911–1997), Professor für italienische Literatur an der Universität Bern. Er wuchs mit zwei Brüdern und einer Schwester in Bern und Muri auf und absolvierte das Gymnasium Kirchenfeld, das er mit der Matura Typus B abschloss. Von 1968 bis 1974 studierte er Rechtswissenschaft an der Universität Bern. Jenni arbeitete in der Kantonsverwaltung und erwarb 1978 das Fürsprecherpatent. Anschliessend arbeitete er im Rechtsdienst der Eidgenössischen Alkoholverwaltung. Von Herbst 1981 bis Mitte 1983 war er Zentralsekretär des Syndikats Schweizerischer Medienschaffender (SSM). Seitdem war er selbständiger Rechtsanwalt.
Von 1971 bis 1976 gehörte Jenni der SP an. 1976 gründete er mit Luzius Theiler die Demokratische Alternative (DA, ab 1990 Grüne Partei Bern), die erste grüne Partei der Deutschschweiz. Jenni gehörte 1981/82 dem Berner Stadtrat (Stadtparlament) an. Von 1982 bis 1986 und von 1988 bis 1994 gehörte er dem Grossen Rat des Kantons Bern an. Ab 2000 war er erneut Stadtrat.
Jenni war ledig und lebte in Bümpliz. Sein Nachlass befindet sich im Staatsarchiv des Kantons Bern.